# Pavel Novotný (calciatore)
Pavel Novotný (Kroměříž, 14 settembre 1973) è un allenatore di calcio ed ex calciatore ceco, di ruolo centrocampista.

## Carriera

### Club
Iniziò a giocare a calcio nelle giovanili di Spartak Hulín e di TJ Gottwaldov. Nel 1991 passò allo Slavia Praga dove fece nello stesso anno il suo debutto in massima divisione. Tra il 1992 e il 1993 fece il servizio militare indossando nel frattempo la maglia dell'Union Cheb. L'anno successivo ritornò allo Slavia Praga con cui rimase fino al 1997.
Nel 1997 si trasferì in Germania al Wolfsburg, squadra di Bundesliga dove giocò appena 15 partite come riserva. La stagione successiva fu ceduto allo Sparta Praga dove riacquistò il suo vecchio stato di forma. Nel 2001 ritornò allo Slavia Praga alcuni infortuni limitarono pesantemente le sue presenze, solo sette in due annate. Nel 2003 fu acquistato dal Bohemians Praga, squadra di 2.liga, dove totalizzò cinque presenze nella stagione 2003-2004. Terminò la carriera nell'estate del 2006 con la squadra dello Xaverov.

### Nazionale
Con la Rep. Ceca giocò due partite tra il 1996 e il 1999. La prima fu la semifinale contro la Francia al campionato d'Europa 1996 (0-0; 6-5 d.c.r.), la seconda fu un'amichevole contro il Belgio giocata il 9 febbraio 1999 a Bruxelles (1-0).

## Palmarès

### Club

#### Competizioni nazionali
- Campionato ceco: 4

Slavia Praga: 1995-1996
Sparta Praga: 1998-1999, 1999-2000, 2000-2001
- Coppa della Repubblica Ceca: 1

Slavia Praga: 1996-1997